# Куњерад
Куњерад (слч. Kunerad) насељено је мјесто са административним статусом сеоске општине (слч. obec) у округу Жилина, у Жилинском крају, Словачка Република.

## Становништво
| Година:    | 1994. | 2004.   | 2014.   | 2024.    |
| ---------- | ----- | ------- | ------- | -------- |
| Број људи: | 882   | 931     | 1010    | 1144     |
| Разлика:   |       | +5,55 % | +8,48 % | +13,26 % |

| Година:    | 2023. | 2024.   |
| ---------- | ----- | ------- |
| Број људи: | 1105  | 1144    |
| Разлика:   |       | +3,52 % |

Према подацима о броју становника из 2024. године насеље је имало 1144 становника.